# Eupithecia homophana
Eupithecia homophana är en fjärilsart som beskrevs av Louis Beethoven Prout 1938. Eupithecia homophana ingår i släktet Eupithecia och familjen mätare. Inga underarter finns listade i Catalogue of Life.